# Mamude II
Mamude II (em turco otomano: محمود ثاني; romaniz.: Mahmud-ı sānī; 20 de julho de 1785 – 1 de julho de 1839) foi o 30º sultão do Império Otomano de 1808 até o seu falecimento. Filho póstumo do sultão Abdulamide I, nasceu no Palácio de Topkapı, em Constantinopla. Seu governo é especialmente notável pelas extensivas reformas legais e militares que instituiu.

## Carreira
Seu reinado é reconhecido pelas extensas reformas administrativas, militares e fiscais que instituiu, que culminaram no Decreto de Tanzimat ("reorganização") realizado por seus filhos Abdul Mejide I e Abdülaziz. Frequentemente descrito como "Pedro, o Grande da Turquia", as reformas de Mahmud incluíram a abolição em 1826 do corpo conservador dos janízaros, que removeu um grande obstáculo às reformas dele e de seus sucessores no Império. As reformas que instituiu foram caracterizadas por mudanças políticas e sociais, que acabariam por levar ao nascimento da moderna República Turca.
Apesar de suas reformas domésticas, o reinado de Mahmud também foi marcado por revoltas nacionalistas na Sérvia e na Grécia governadas pelos otomanos, levando a uma perda de território para o Império após o surgimento de um estado grego independente.
Em termos da estrutura social geral do Império Otomano, o reinado de Mamude foi caracterizado por um grande interesse na ocidentalização; instituições, ordem do palácio, vida cotidiana, roupas, música e muitas outras áreas passaram por reformas radicais à medida que o Império Otomano se abria para a modernização.